# 天童ラ・フランスマラソン
天童ラ・フランスマラソン（てんどうラ・フランスマラソン、TENDO LAFRANCE MARATHON）は、山形県天童市で毎年11月に開催されるマラソン大会である。

## 概要
天童市では、ラ・フランスの生産量日本一を全国にアピールするとともに、全国から集まるランナーとの相互交流や地域スポーツの振興、健康の維持増進および観光振興を目的として、ラ・フランスの食べ頃の時期である11月に天童市主催で毎年開催されている。6か所ある給水所ではラ・フランスを食べることができ、ゴール後もラ・フランスが食べ放題となっている。おみやげ用のラ・フランスのプレゼントとされ、ゴール後には芋煮が振る舞われる。
コースは山形県総合運動公園内にあるNDソフトスタジアム山形を発着とし、立石寺近くの果樹地帯を走り抜けるコースとなっている。アップダウンがあるのが特徴。尚、コースとして使われる道路は開催中全面通行止めとなる。
当日会場に隣接した場所に無料の特設駐車場が設けられ、約5,000台止めることができる。
2019年は過去最多となる約7,500人がエントリーした。しかし、翌年の2020年は新型コロナウイルスの感染拡大に伴い、ランナーやスタッフ、応援する地域住民の安全を確保できないことを理由に中止となった。

## 運営
- 主催：山形県天童市
- 主管：同大会実行委員会
- 共催：天童市農業協同組合、天童東村山地区陸上競技協会、モンテディオ山形、天童市教育委員会、天童市スポーツ協会、天童商工会議所、天童市観光物産協会、天童温泉協同組合、天童ビジネスホテル協会
- 後援：山形陸上競技協会、山形新聞・山形放送]、山形テレビ、さくらんぼテレビジョン、テレビユー山形、NHK山形放送局、JR東日本山形支店天童駅

## 部門・種目
- 3km
  - 小学生男子3・4年の部
  - 小学生男子5・6年の部
  - 小学生女子3・4年の部
  - 小学生女子5・6年の部
  - 中学生男子の部
  - 中学生女子の部
  - ファミリーの部（小学生と保護者のペア）
- 5km
  - 男子一般の部（高校生〜29歳以下）
  - 男子一般の部（30歳〜39歳）
  - 男子一般の部（40歳〜49歳）
  - 男子一般の部（50歳〜59歳）
  - 男子一般の部（60歳以上）
  - 女子一般の部（高校生〜29歳以下）
  - 女子一般の部（30歳〜39歳）
  - 女子一般の部（40歳〜49歳）
  - 女子一般の部（50歳〜59歳）
  - 女子一般の部（60歳以上）
- ハーフマラソン
  - 男子一般の部（29歳以下）
  - 男子一般の部（30歳〜39歳）
  - 男子一般の部（40歳〜49歳）
  - 男子一般の部（50歳〜59歳）
  - 男子一般の部（60歳以上）
  - 女子一般の部（29歳以下）
  - 女子一般の部（30歳〜39歳）
  - 女子一般の部（40歳〜49歳）
  - 女子一般の部（50歳〜59歳）
  - 女子一般の部（60歳以上）